# نشيد جنوب السودان
نشيد جنوب السودان هو النشيد الوطني في جمهورية جنوب السودان. تم اعتماد هذا النشيد في يوليو 2011 بعد الاستقلال مباشرة عن السودان وقام بتأليفه وتلحينه مجموعة من طلبة جامعة جوبا واعتمده البرلمان مباشرة بعد الاستقلال وهو مكتوب بالإنجليزية.

## نص النشيد
| الترجمة العربية                  | النص بالإنجليزية                           |
| -------------------------------- | ------------------------------------------ |
| اللهم                            | Oh God                                     |
| نحمدك ونمجدك                     | We praise and glorify You                  |
| على نعمتك على جنوب السودان،      | For Your grace on South Sudan,             |
| أرض الوفرة العظيمة،              | The land of great abundance                |
| اتحدنا بسلام ووئام،              | Uphold us united in peace and harmony.     |
| يا أرضنا الأم                    | Oh motherland                              |
| ننهض ونرفع العلم بالنجمة المرشدة | We rise raising flag with the guiding star |
| ونغني أغاني الحرية بفرح،         | And sing songs of freedom with joy;        |
| من أجل العدل والحرية والازدهار،  | For justice, liberty and prosperity        |
| سيسودون للأبد                    | Shall forever more reign.                  |
| يا أيها الوطنيون العظماء،        | Oh great patriots                          |
| فلنقف في صمت واحترام،            | Let us stand up in silence and respect,    |
| نحيي شهدائنا الذين بدماؤهم       | Saluting our martyrs whose blood           |
| رسخت أساسات الوطنية،             | Cemented our national foundation,          |
| نتعهد بحماية أمتنا.              | We vow to protect our nation.              |
| اللهم بارك في جنوب السودان!      | Oh God, bless South Sudan!                 |